# Какан (язык)
Какан (также известен как кальчаки, диагита) — исчезнувший изолированный язык, который был распространён среди племён диагита и кальчаки на севере Аргентины и Чили. Язык исчез в конце XVII века или в начале XVIII века. Генетическая принадлежность языка остаётся неясной.